# Méthode de Hückel
Pour les articles homonymes, voir Hückel et HMO.

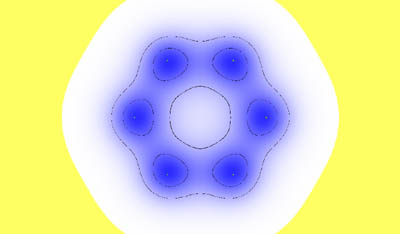
La forme de la molécule de benzène

La méthode de Hückel ou méthode d'orbitales moléculaires de Hückel (HMO pour Hückel molecular orbital method), proposée par Erich Hückel en 1930, est une méthode de CLOA pour déterminer les énergies des orbitales moléculaires des électrons π dans les systèmes d'hydrocarbures conjugués, comme l'éthylène, le benzène ou encore le buta-1,3-diène,. Elle constitue la base théorique de la règle de Hückel; la méthode de Hückel étendue développée par Roald Hoffmann est elle la base des règles de Woodward–Hoffmann. Elle a été plus tard étendue à des molécules conjuguées comme la pyridine, le pyrrole et le furane contenant des atomes autres que le carbone, dénommés dans ce contexte comme hétéroatomes.

Cette méthode figure dans de nombreux ouvrages comme un outil pédagogique pour l'introduction à la chimie théorique.

## Caractéristiques de la méthode
Cette méthode possède plusieurs caractéristiques :
- elle se restreint aux hydrocarbures conjugués.
- seules les orbitales moléculaires à électrons π sont prises en compte car elles déterminent les propriétés générales de ces molécules, et les électrons σ sont ignorés. Cette caractéristique est basée sur la séparabilité σ-π.
- elle se base sur la méthode CLOA, sur l'équation de Schrödinger et sur les simplifications provenant de considérations sur les symétries d'orbitales. Elle n'utilise aucune constante physique.
- elle prédit le nombre de niveaux d'énergie pour une molécule donnée, lesquels sont dégénérés, et exprime les énergies des orbitales moléculaires comme une somme de deux autres termes d'énergie appelés α, pour l'énergie d'un électron dans une orbitale 2p, et β, énergie d'interaction entre deux orbitales p, qui sont inconnus mais qui deviennent indépendants de la molécule considérée. Elle permet aussi le calcul de la densité de charge pour chaque atome dans le cadre pi, l'ordre de liaison pour n'importe quelle paire d'atomes et le moment dipolaire moléculaire total.

## Résultats de la méthode
Quelques résultats pour des molécules simples sont tabulés ci-dessous.
| Molécule | Énergie        | Orbitale frontière | Différence d'énergie HO - BV |
| Éthylène | E1 = α - β     | BV                 | -2β                          |
| | E2 = α + β     | HO                 |                              |
| Buta-1,3-diène | E1 = α + 1,62β |                    |                              |
| | E2 = α + 0,62β | HO                 | -1,24β                       |
| | E3 = α - 0,62β | BV                 |                              |
| | E4 = α - 1,62β |                    |                              |
| Benzène | E1 = α + 2β    |                    |                              |
| | E2 = α + β     |                    |                              |
| | E3 = α + β     | HO                 | -2β                          |
| | E4 = α - β     | BV                 |                              |
| | E5 = α - β     |                    |                              |
| | E6 = α - 2β    |                    |                              |
| Cyclobutadiène | E1 = α + 2β    |                    |                              |
| | E2 = α         | HO                 | 0                            |
| | E3 = α         | HO                 |                              |
| | E4 = α - 2β    |                    |                              |
| Tableau 1. Résultats de la méthode de Hückel Les deux énergies les plus basses sur les α et β du haut sont toutes deux négatives. |                |                    |                              |

La théorie prédit deux niveaux d'énergie pour l'éthylène, avec deux électrons π remplissant l'orbitale HO de basse énergie et l'orbitale BV de haute énergie reste vide. Dans le butadiène, les quatre électrons π occupent deux orbitales moléculaires de basses énergies sur un total de quatre et pour le benzène, six niveaux d'énergies sont prédits dont deux dégénérés.

Pour les systèmes linéaires et cycliques (avec n atomes), des solutions générales existent.
Linéaire: {\displaystyle E_{k}=\alpha +2\beta \cos {\frac {k\pi }{(n+1)}}}
Cyclique: {\displaystyle E_{k}=\alpha +2\beta \cos {\frac {2k\pi }{n}}}
De nombreuses prédictions ont été expérimentalement vérifiées :
- l'espacement (gap) HO-BV exprimé en termes de constante β est corrélé directement avec les transitions électroniques moléculaires observées en spectroscopie ultraviolet-visible. Pour les polyènes linéaires, les différences d'énergies sont données par :

{\displaystyle \Delta E=-4\beta \sin {\frac {\pi }{2(n+1)}}}
à partir de laquelle une valeur de β peut être obtenue entre -60 et -70 kcal/mole .
- les énergies des orbitales moléculaires prédites sont indiquées par le théorème de Koopmans corrélé avec la spectroscopie photoélectronique[8].
- l'énergie de délocalisation de Hückel est corrélée avec l'enthalpie de combustion. Cette énergie est définie comme la différence entre l'énergie π totale prédite (dans le benzène, 8β) et une énergie π hypothétique pour laquelle toutes les unités éthylène sont considérées comme isolées et contribuant chacune pour 2β (soit pour le benzène, 3×2 = 6β).
- les molécules avec des orbitales couplées telles que seul leur signe diffère (par exemple α+/-β) sont appelés hydrocarbures alternés et ont en commun de faibles moments dipolaires. Ils contrastent avec les hydrocarbures non-alternés comme l'azulène ou le fulvène avec de forts moments. Le modèle de Hückel est plus précise pour les hydrocarbures alternés.
- pour le cyclobutadiène, le modèle prédit que les deux électrons de haute énergie occupent une paire dégénérée d'orbitales moléculaires qui ne sont ni stables, ni instables. Ainsi, la molécule carrée serait un diradical triplet très réactif (l'état fondamental est en réalité rectangulaire sans orbitales dégénérées). En fait, tous les hydrocarbures cycliques conjugués avec un total de 4n électrons π montrent ce type d'orbitales moléculaires et forment une base de la règle de Hückel.

## Quelques mathématiques utilisées dans la méthode de Hückel
La méthode de Hückel peut être dérivée de la méthode de Ritz avec quelques postulats supplémentaires concernant la matrice de recouvrement S et la matrice de Hamilton H. Il est donc postulé que la matrice de recouvrement S est la matrice identité. Ceci signifie que le recouvrement des orbitales est négligé et que les orbitales sont considérées comme orthogonales. Donc le problème des valeurs propres généralisées de la méthode de Ritz devient un problème simple de valeurs propres.
La matrice de Hamilton H = (Hij) est paramétrée de la manière suivante :
- Hii = α pour les atomes de carbone et α + hA β pour les autres atomes A.
- Hij = β si les deux atomes sont liés et tous deux des atomes C, et kAB β pour les autres atomes voisins A et B.
- Hij = 0 dans tous les autres cas.

Les orbitales sont les vecteurs propres et les énergies les valeurs propres de la matrice hamiltonienne. Si le composé est un hydrocarbure pur, le problème peut être résolu sans autre connaissance sur les paramètres. Pour les systèmes hétéroatomiques, comme la pyridine, des valeurs de hA et kAB doivent être spécifiés.

## Exemple de l'éthène
Dans le traitement selon Hückel de l'éthylène, l'orbitale moléculaire {\displaystyle \Psi \,} est une combinaison linéaire des orbitales atomiques 2p {\displaystyle \phi \,} des atomes de carbone avec les coefficients {\displaystyle c\,}:
{\displaystyle \ \Psi =c_{1}\phi _{1}+c_{2}\phi _{2}}
Cette équation est alors introduite dans l'équation de Schrödinger :
{\displaystyle \ H\Psi =E\Psi }
où {\displaystyle H\,} est le hamiltonien et {\displaystyle E\,} l'énergie correspondant à l'orbitale moléculaire.
{\displaystyle Hc_{1}\phi _{1}+Hc_{2}\phi _{2}=Ec_{1}\phi _{1}+Ec_{2}\phi _{2}\,}
L'équation est alors multipliée par {\displaystyle \phi _{1}\,} (puis par {\displaystyle \phi _{2}\,}) et intégrée afin de donner l'ensemble d'équations :
{\displaystyle c_{1}(H_{11}-ES_{11})+c_{2}(H_{12}-ES_{12})=0\,}
{\displaystyle c_{1}(H_{21}-ES_{21})+c_{2}(H_{22}-ES_{22})=0\,}
où :
{\displaystyle H_{ij}=\int dv\psi _{i}H\psi _{j}\,}
{\displaystyle S_{ij}=\int dv\psi _{i}\psi _{j}\,}
Les hamiltoniens entièrement diagonaux {\displaystyle H_{ii}\,} sont appelés intégrales de Coulomb et ceux de type {\displaystyle H_{ij}\,} où les atomes i et j sont liés des intégrales de résonance avec les relations suivantes :
{\displaystyle H_{11}=H_{22}=\alpha \,}
{\displaystyle H_{12}=H_{21}=\beta \,}
Un autre des postulats sont que l'intégrale de recouvrement entre deux orbitales atomiques est nulle :
{\displaystyle S_{11}=S_{22}=1\,}
{\displaystyle S_{12}=0\,}
Ceci conduit à deux équations homogènes :
{\displaystyle c_{1}(\alpha -E)+c_{2}(\beta )=0\,}
{\displaystyle c_{1}\beta +c_{2}(\alpha -E)=0\,}
avec un total de cinq variables. Après avoir converti cet ensemble en notation matricielle:
{\displaystyle {\begin{vmatrix}\alpha -E&\beta \\\beta &\alpha -E\\\end{vmatrix}}*{\begin{vmatrix}c_{1}\\c_{2}\\\end{vmatrix}}=0}
La solution triviale fournit les deux coefficients des fonctions d'ondes c égaux à zéro, ce qui n'est pas extrêmement utile pour la résolution. L'autre solution non triviale est :
{\displaystyle {\begin{vmatrix}\alpha -E&\beta \\\beta &\alpha -E\\\end{vmatrix}}=0}
qui peut être résolue en développant son déterminant:
{\displaystyle (\alpha -E)^{2}=\beta ^{2}\,}
{\displaystyle \alpha -E=\pm \beta \,}
ou
{\displaystyle E=\alpha \pm \beta \,}
et
{\displaystyle \Psi =c_{1}(\phi _{1}\pm \phi _{2})\,}
Après normalisation, les coefficients sont obtenus :
{\displaystyle c_{1}=c_{2}={\frac {1}{\sqrt {2}}},}
La constante β dans le terme d'énergie est négatif et ainsi α + β est l'énergie la plus basse, correspondant à l'orbitale la plus haute occupée (HO) et α - β à la plus basse vacante (BV).

## Pour approfondir
- (en) The HMO-Model and its applications: Basis and Manipulation, E. Heilbronner and H. Bock, English translation, 1976, Verlag Chemie.
- (en) The HMO-Model and its applications: Problems with Solutions, E. Heilbronner and H. Bock, English translation, 1976, Verlag Chemie.
- (en) The HMO-Model and its applications: Tables of Hückel Molecular Orbitals, E. Heilbronner and H. Bock, English translation, 1976, Verlag Chemie.